# استان شمال شرقی (سریلانکا)
استان شمال شرقی (به لاتین: North Eastern Province) یک منطقهٔ مسکونی در سری‌لانکا است. استان شمال شرقی ۱۸٬۸۸۰ کیلومتر مربع مساحت و ۲٬۴۶۰٬۵۶۵ نفر جمعیت دارد.